# The Nexus
The Nexus — второй студийный альбом шведско-датской группы Amaranthe, изданный в 2013 году.

## Об альбоме
Были выпущены следующие синглы и видеоклипы к ним:
- The Nexus (2013)
- Burn with Me (2013)
- Invincible (2013)

Режиссёром клипов на песни с данного альбома выступил Патрик Уллаеус из Revolver Film Company.

## Список композиций
| №                   | Название               | Длительность |
| ------------------- | ---------------------- | ------------ |
| 1.                  | «Afterlife»            | 3:15         |
| 2.                  | «Invincible»           | 3:11         |
| 3.                  | «The Nexus»            | 3:16         |
| 4.                  | «Theory Of Everything» | 3:35         |
| 5.                  | «Stardust»             | 3:09         |
| 6.                  | «Burn With Me»         | 4:01         |
| 7.                  | «Mechanical Illusion»  | 4:01         |
| 8.                  | «Razorblade»           | 3:05         |
| 9.                  | «Future On Hold»       | 3:17         |
| 10.                 | «Electroheart»         | 3:48         |
| 11.                 | «Transhuman»           | 3:55         |
| 12.                 | «Infinity»             | 3:05         |
| Общая длительность: | Общая длительность:    | 41:38        |

| №   | Название                                          | Длительность |
| --- | ------------------------------------------------- | ------------ |
| 13. | «Afterlife (акустика)»                            | 3:14         |
| 14. | «Burn With Me (акустика)»                         | 3:52         |
| 15. | «Hunger (акустика)»                               | 3:22         |
| 16. | «Hunger (remix)»                                  | 3:17         |
| 17. | «Leave Everything Behind (первоначальная версия)» | 3:18         |

## Участники записи
Amaranthe
- Элиз Рид — чистый вокал (женский)
- Андреас Солвестрём — экстрим-вокал
- Джейк Э. Лундберг — чистый вокал (мужской)
- Олоф Мёрк — гитара, клавишные
- Йохан Андреассен — бас-гитара
- Мортен Лёве Сёренсен — ударные

## Даты выхода
| Страна         | Дата          |
| -------------- | ------------- |
| Япония         | 13 марта 2013 |
| Швеция         | 20 марта 2013 |
| Финляндия      | 22 марта 2013 |
| Германия       | 22 марта 2013 |
| Великобритания | 25 марта 2013 |
| США            | 26 марта 2013 |

## Позиции в чартах
| Чарт                        | Позиции |
| --------------------------- | ------- |
| Belgian Ultratop (Wallonia) | 192     |
| Finnish Albums Chart        | 4       |
| Swedish Albums Chart        | 6       |
| Swiss Albums Chart          | 90      |
| UK Rock Chart               | 17      |
| US Heatseeker Albums        | 12      |